# Koninginnensluis
De Koninginnensluis is een schutsluis met dubbele kolk in het Merwedekanaal benoorden de Lek bij Nieuwegein.
De sluis heeft twee kolken, achter elkaar, van elk 120 meter lengte, wijdte 11,85 m, schutkolkwijdte 24 m, diepte noordelijke en middendrempel KP -3,29 m (NAP -2,84 m), zuidelijke drempel NAP -2,25 m CEMT-klasse Va
Aan weerszijden van de sluis liggen twee bruggen die naar Nederlandse vorstinnen zijn genoemd, vandaar de naam van de Koninginnensluis:
- Wilhelminabrug (Lagebrug) (vernieuwd in 2015), aan de noordzijde van de sluis, ophaalbrug, wijdte 11,85 m, 2.50m hoogte in gesloten stand met KP +0,50 m
- Emmabrug (Hogebrug) (1885), aan de zuidzijde van de sluis, dubbele ophaalbrug, wijdte 11,85, hoogte in gesloten stand 7,24m N.A.P.[2]

De sluis is per marifoon aan te roepen op VHF-kanaal 84.

## Geschiedenis
De sluis is tussen 1882 en 1886 gebouwd tijdens de aanleg van het Merwedekanaal om de nabijgelegen Oude Sluis (Vaartse Sluis) te ontlasten. Van het sluiscomplex zijn de sluis, de Emmabrug, de villa Hoog Sandveld en de zeven Rijkswaterstaatwoningen gewaardeerd als rijksmonument.

## Afbeeldingen

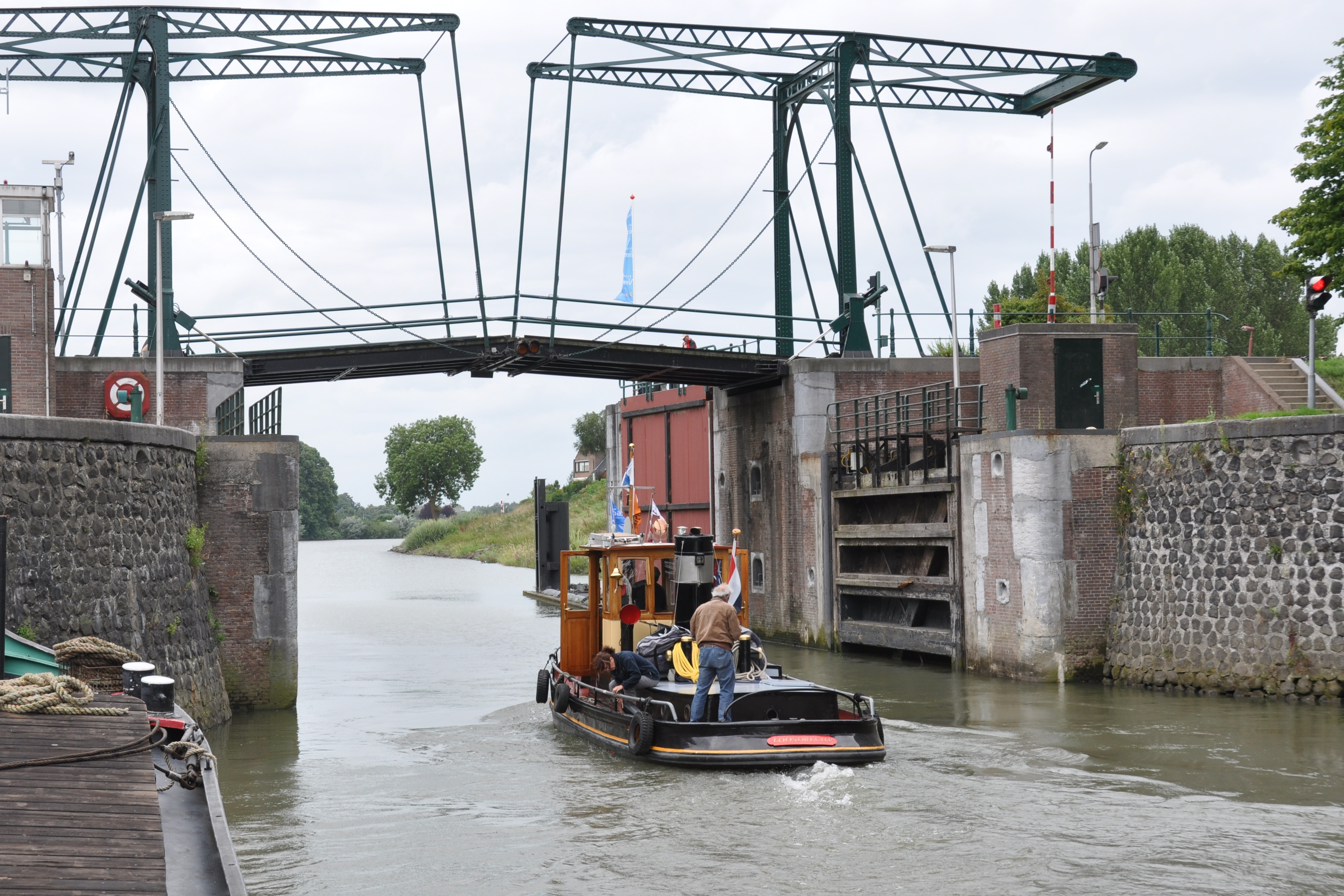
De Emmabrug (Hogebrug), een dubbele ophaalbrug over het zuidelijke sluishoofd (1884), met de Ger-Ant uit 1934
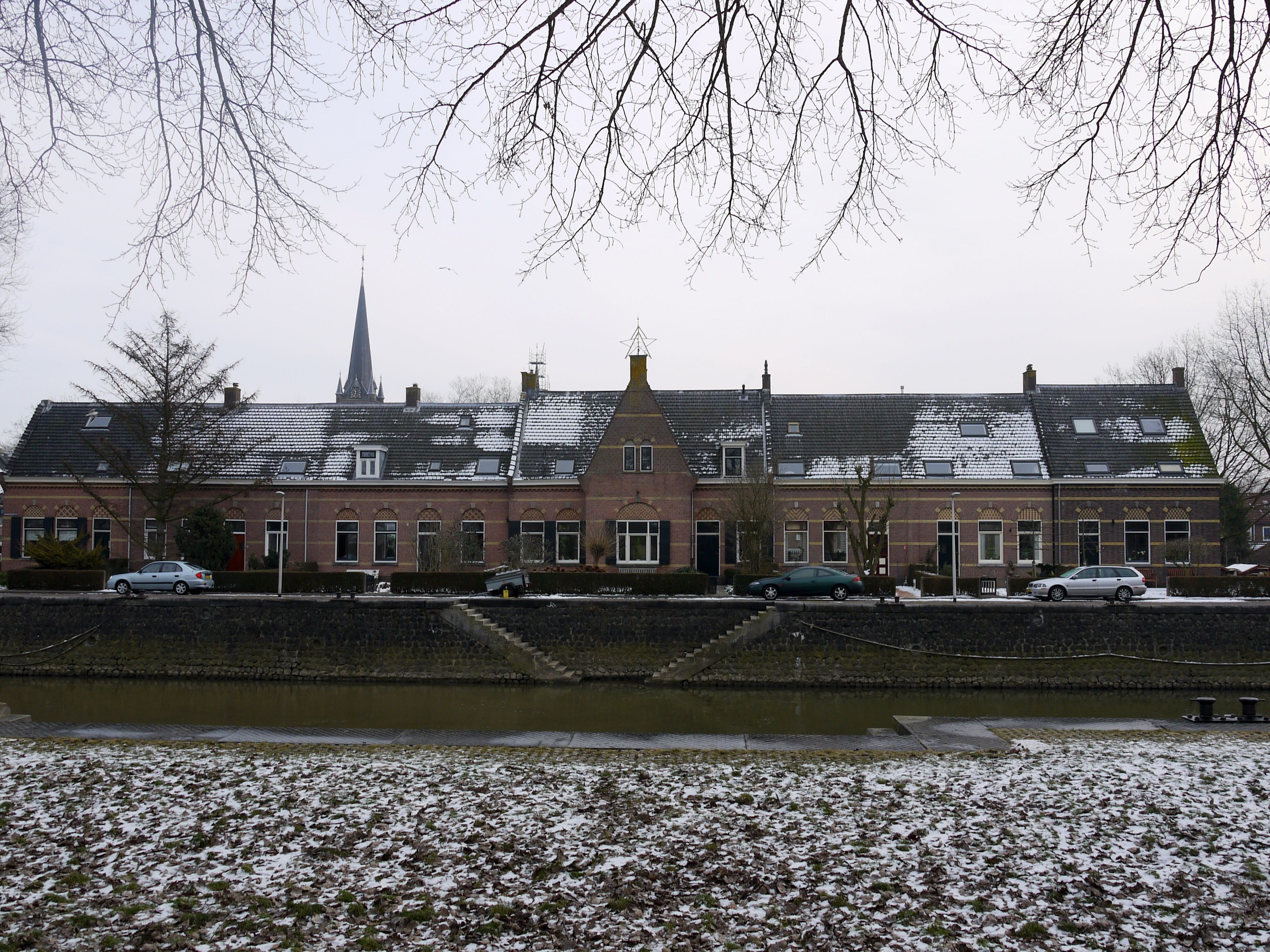
Huisvesting sluispersoneel (1882-1884 en later uitgebreid, ontwerp J. Sizoo)
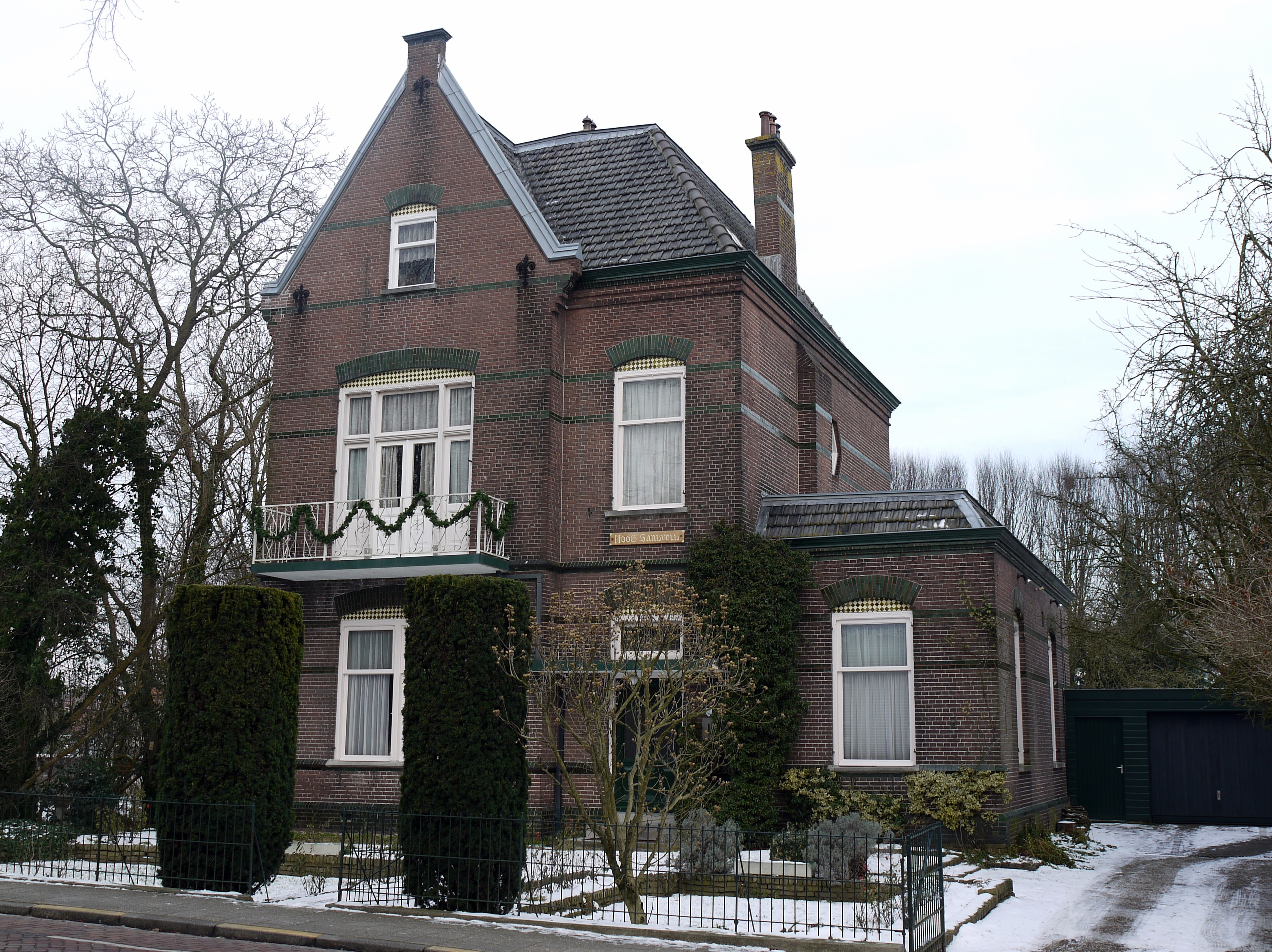
Villa Hoog Sandveld (1904)